# Heather Graham Pozzessereová
Heather Graham Pozzessereová (* 15. března 1953 v Miami-Dade County, Florida) je americká spisovatelka píšící historické romány, jejichž hlavním námětem je láska. Psala také pod svým rodným jménem Heather Graham, v současnosti je známější pod pseudonymem Shannon Drake.

## Životopis
Spisovatelka se narodila 15. března 1953 v Miami-Dade County na Floridě (USA). Na střední škole se seznámila s Hersheym Dennisem Pozzesserem, za kterého se po absolutoriu střední školy provdala. Později vystudovala obor divadelní umění na University of South Florida.
Nejdříve se pohybovala v divadelním prostředí, později ji tato práce přestala naplňovat, a proto začala být literárně činná, nejdříve psala hororové příběhy a poté romance. V roce 1982 prodala svoji první novelu s názvem When Next We Love.
V současnosti žije se svými pěti dětmi a manželem na Floridě.

## Dílo
- Princezna ohně
- Ondina
- Šťastné zítřky
- Rytíř ohně
- Ustláno na růžích
- Z králova rozkazu
- Peklo a ráj
- Nevěsta větru
- Dáma v nesnázích
- Králův rytíř
- Zajatkyně
- Vězeňkyně
- Ďáblova milenka
- Pirátova milenka
- Vítězný rytíř
- Christiana
- Ve stínu noci
- Zrádce
- Divoká srdce
- Nepřítel
- Květ odvahy
- Ten pravý
- Sladká jako hřích
- Na křídlech touhy
- Princezna pomsty
- Vikingova žena